# Облога Антіохії (1097—1098)
Облога Антіохії — битва під час 1-го хрестового походу, що відбувся у 1097—1098 роках. Спочатку Антіохію було взято в облогу хрестоносцями (з 21 жовтня 1097 до 2 червня 1098 років), потім, після того, як місто здалось, його обложили сельджуки (з 7 до 28 червня 1098 року).

## Передумови
Антіохія, що стояла за 20 км від узбережжя Середземного моря на східному березі річки Оронт, була одним з найбільш значущих міст Східного Середземномор'я. Її історія почалась ще за часів Римської імперії, потім місто кілька разів переходило з рук в руки — спочатку воно було підпорядковано Візантійській імперії, потім арабам, у X столітті знову перейшло до Візантії, а у 1085 році Антіохію було завойовано сельджуками, які частково перебудували міські укріплення часів Юстиніана I — широкі стіни міста охороняли тепер 450 веж — і значно підняли обороноздатність міста, що й без того було чудово захищене горами на південному заході й болотами на північному заході.
З 1088 року Антіохія перебувала під владою еміра Ягі-Сіана. Усвідомлюючи небезпеку, що походила від хрестоносців, він звернувся за підтримкою до сусідніх мусульманських держав, але допомогу отримав далеко не одразу. Готуючись до приходу християн, Ягі-Сіан помістив до в'язниці православного патріарха Антіохії Іоанна Оксіта й вигнав православних греків та вірменів, — однак яковітам було дозволено залишитись. Окрім того, за словами хроніста походу Раймунда Ажильського, сельджуки «отуречували молодих вірменів і греків, даючи їм жінок турчанок». Мала чисельність гарнізону Ягі-Сіана компенсували неприступні стіни та безліч оборонних веж.

## Прибуття хрестоносців
У жовтні 1097 року хрестоносці вступили у долину річки Оронт. Між трьома керівниками християн — Готфрідом Буйонським, Боемундом Тарентським та Раймундом Тулузьким не було згоди відносно того, яких дій вживати далі: Раймунд пропонував одразу штурмувати Антіохію, а Готфрід та Боемунд наполягали на облозі. Зрештою 21 жовтня 1097 року хрестоносці «викопали рів під міськими стінами, склали спорядження й почали облогу міста».
Загони Боемунда зайняли позицію на північно-східній стороні міста поблизу воріт Св. Павла. Далі до Собачих воріт розбили табір воїни Роберта Нормандського (старшого сина Вільгельма Завойовника), Роберта Фландрського, Етьєна де Блуа і Гуго Вермандуа. Армія Раймунда Тулузького розташувалась на захід від Собачих воріт, а Готфріда Буйонського — біля воріт Дюка неподалік від мосту через Оронт. Цитадель на схилі гори Сильпіус на півдні й ворота Св. Георгія на північному заході не були блоковані хрестоносцями — вони контролювали лише чверть від загального периметру стіни фортеці, — завдяки чому упродовж всієї облоги в Антіохію вільно надходив провіант.

## Перша облога
Спочатку облога відбувалася вдало. До середини листопада до стін Антіохії прибув з підкріпленням племінник Боемунда, Танкред Тарентський. Окрім того, упродовж всієї осені хрестоносці не мали нестачі у продовольстві — плідні околиці Антіохії відкривали широкі можливості для забезпечення армії провіантом, а 14 генуезьких кораблів, що 17 листопада висадились у гавані Св. Симеона, доставили хрестоносцям додаткові запаси їжі. Із наближенням зими становище почало погіршуватись. У грудні захворів Готфрід Буйонский, запаси продовольства закінчувались. Наприкінці місяця Боемунд Тарентський і Роберт Фландрський вирушили на фуражування, а 29 грудня, невдовзі після їхнього відходу, Ягі-Сіан та його воїни здійснили збройну вилазку через ворота Св. Георгія й напали на табір Раймунда Тулузького. Часопис анонімного воїна, очевидця атаки, розповідає, що нападники під покровом ночі «вбили велику кількість лицарів та піхотинців, які не були достатньо захищеними». Тим не менше, хрестоносці відбили напад, але штурмувати місто все ще не було можливим.
Тим часом загін Боемунда Тарентського й Роберта Фландрського  стикнувся з армією Дукака Меліка, правителя Дамаска, який прямував на допомогу Антіохії (до нього звернувся по допомогу Шамс ад-Дін, син Ягі-Сіана, який незадовго до початку облоги залишив місто). 31 грудня 1097 року між християнами й мусульманами відбулась битва, в результаті якого обидва супротивники повернулись на вихідні позиції — хрестоносці, що так і не встигли набрати провіант, повернули до Антіохії, а Дукак Мелік повернувся у Дамаск.

### Голод
З настанням зими нестача продовольства стала відчуватись усе гостріше, й невдовзі у таборі хрестоносців почався голод. Ці важкі для християнського війська часи були зафіксовані на сторінках багатьох часописів того часу. Аннали Хільдесхайма розповідають про те, що «багато хто з цих хрестоносців їли коней та віслюків, ледь утримуючись від людського м'яса», однак деякі часописи повідомляють, що справа часом доходила й до канібалізму, а кожен сьомий хрестоносець помер від голоду. Щоправда, продовольство можна було купити у вірменів та сирійців, але ті вимагали за продукти величезну ціну, яку переважна більшість хрестоносців з числа простих воїнів були неспроможними заплатити й тому були приречені на голодну смерть. Окрім голоду, хрестоносці жорстоко страждали від хвороб та негоди.
Результатом усіх цих злиднів стала втеча тих, хто найбільше розчарувався, з християнського війська. Багато воїнів, охоплених, за словами Раймунда Ажильського, «чахлим малодушністю», дезертували у січні 1098 року, в тому числі Петро Пустельник та віконт Гійом Тесля, яких, однак, невдовзі наздогнав і повернув до табору Танкред Тарентський.

### Втеча Татікія
У лютому табір несподівано залишив візантійський легат Татікій, представник імператора Олексія Комніна при армії хрестоносців. Анна Комніна, дочка імператора й одна з перших жінок-істориків, ймовірно, особисто спілкувалась із Татікієм після його прибуття до Візантії та дізналась обставини втечі. Як виявилось, Боемунд сповістив Татікія про те, що лідери хрестоносців підозрюють його у змові з сельджуками й тому ніби задумали вбити його.
Татікій і його нечисленний загін знаходились при хрестоносцях заради того, щоб охороняти імперські інтереси — відповідно до клятви, даної імператору Олексію, хрестоносці мали віддавати під владу Візантії захоплені у мусульман міста. Ця клятва йшла у розріз з планами Боемунда Тарентського, який планував залишити Антіохію собі. Усунути Татікія фізично він не наважився, оскільки Візантія була союзником армії хрестоносців, тому був змушений віддалити візантійця хитрощами. Причина втечі Татікія була невідомою іншим лідерам армії християн, й тому Боемунд оголосив його боягузом і зрадником, що позначилось на ставленні хрестоносців до Візантії.

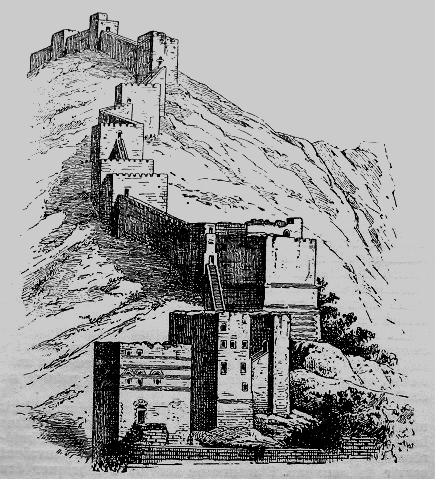
Укріплення Антіохії

Невдовзі після цієї події біля річки Оронт з'явилась армія Радвана, еміра Алеппо, який висунувся на допомогу своєму сусіду Ягі-Сіану. 9 лютого поблизу фортеці Харім між сельджуками й кінним загоном Боемунда Тарентського відбувся бій, в якому хрестоносці здобули перемогу.

### Допомога від англійців
У березні 1098 року з Константинополя до гавані Св. Симеона прибув флот короля Англії Едгара Етелінга. Англійці привезли матеріали для спорудження облогових споруд, які хрестоносці ледь не втратили 6 березня: повертаючись із цінним вантажем до Антіохії, Раймунд та Боемунд (що не довіряли одне одному, вони вирушили зустрічати кораблі вдвох), зазнали нападу загону Ягі-Сіана. У цій сутичці сельджуки перебили понад п'ять сотень християнських піхотинців, але потім на допомогу прийшов Готфрід Бульйонський, й напад було відбито.
Отримавши необхідні матеріали, хрестоносці спорудили облогові вежі. Тим самим вдалось ізолювати від нападу гарнізону Ягі-Сіана дорогу, що вела від гавані Св. Симеона, якою до табору почав надходити провіант. Окрім того, на початку квітня за ініціативою Танкреда Тарентського було збудовано укріплення на руїнах закинутого монастиря неподалік від воріт Св. Георгія, якими до Антіохії продовжували доставляти продовольство, за що Танкред отримав від Раймунда Тулузького 400 срібних марок (за відомостями Раймунда Ажильського, ця сума склала 100 марок).

### Посольство Фатимідів
У квітні до табору хрестоносців прибули посли фатимідського халіфа Каїра. Вони сподівались укласти з християнами союз проти сельджуків, свого спільного з хрестоносцями ворога. На зустріч із послами направили Петра Пустельника, який знав арабську. Виявилось, що халіф пропонує хрестоносцям укласти угоду, відповідно до якої за хрестоносцями залишається Сирія, але в обмін вони зобов'язуються не нападати на фатимідську Палестину. Такі умови були, безсумнівно, неприйнятними для християн — адже головною метою походу був Єрусалим. Попри те, що перемовини зайшли у глухий кут, хрестоносці гідно прийняли послів й подарували щедрі дарунки з числа багатств, захоплених у березні у сельджуків.

## Падіння Антіохії
Весна завершувалась, але облога все не приносила плодів. У травні 1098 року дійшли звістки про те, що до Антіохії висунулась армія мосульського еміра Кербоги. Цього разу сили мусульман за кількістю переважали всі попередні загони, відряджені на допомогу обложеному місту: до Кербоги приєднались армії Рідвана й Дукака (емірів Алеппо й Дамаска), а також додаткові загони з Персії й загони Артукідів з Месопотамії. На щастя для хрестоносців, Кербога перед наступом на Антіохію вирушив до Едеси, де затримався на три тижні у безплідних спробах відбити її у Балдуїна Булонського.
Для хрестоносців було очевидним, що Антіохія має пасти до прибуття Кербоги. Тому Боемунд Тарентський вступив у таємну змову з деяким вірменином-зброярем Фірузом (в історичних часописах є розходження відносно імені цієї людини; Ібн ал-Асір називає його Рузбіх, Ібн аль-Каланісі — Найруз, а Камал ад-Дін ібн ал-Адім — аз-Заррад), який був у гарнізоні вежі Двох сестер і тримав образу на Ягі-Сіана «через якісь утиски з його боку й за те, що він відібрав <…> майно і гроші». Пообіцявши вірменину щедру винагороду, Боемунд отримав у відповідь обіцянку забезпечити хрестоносцям доступ до міста.

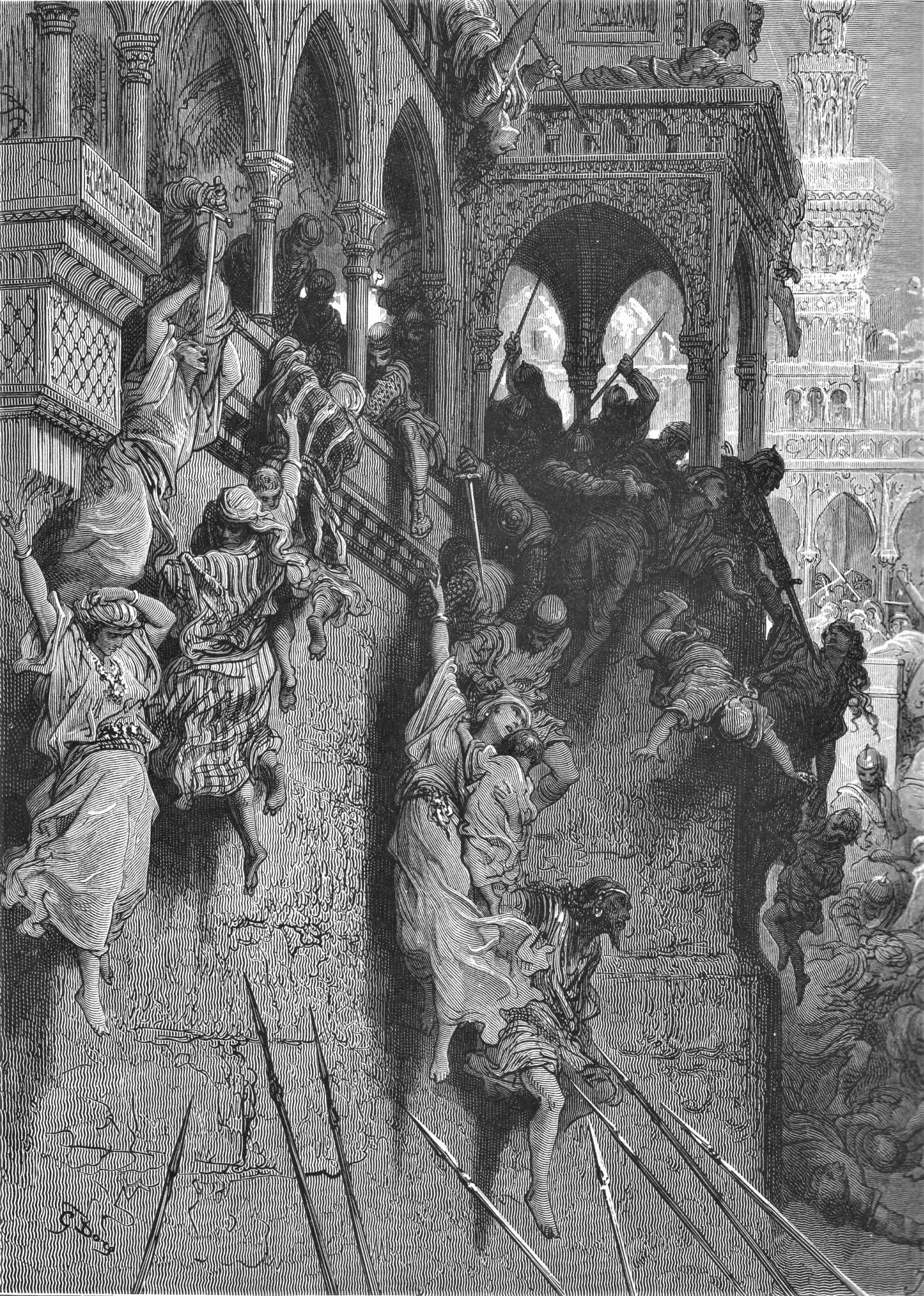
Різня в Антіохії. Гравюра Густава Доре

Цей план порушував клятву, яку хрестоносці дали імператору Олексію в Константинополі у 1097 році, але не припав до душі лише Раймунду Тулузькому. Інші ж лідери походу з готовністю прийняли умови Боемунда. Тим часом, попри те, що розв'язка облоги наближувалась щодня, на початку червня 1098 року армію залишила деяка кількість воїнів, вихідців з Франції, в тому числі Стефан Блуасський.
Вночі 2 червня Фіруз, як було умовлено, впустив загін Боемунда у вежу драбиною, а рано вранці 3 червня князь «наказав віддати трубою сигнал до бою». Від проникливого звуку «прокинулось і жахнулось усе місто, діти й жінки почали плакати», а потім до Антіохії увірвались хрестоносці. Охоплені жагою помсти за вісім місяців виснажливої облоги, вони влаштували в місті криваву різню: було «перебито, захоплено й уведено в полон безліч чоловіків, жінок і дітей», «усі площі міста були забиті тілами мерців, тож ніхто не міг перебувати там через сильний сморід».
Сигнал на світанку збудив і Ягі-Сіана. Він «спитав, що трапилось, і йому сказали, що звук труби чутно з фортеці й вона, без сумніву, захоплена». У супроводі 30 воїнів Ягі-Сіан втік з міста, але, віддалившись від Антіохії на кілька кілометрів, зупинився. Потім супутники залишили його, й того самого дня правителя Антіохії було вбито місцевими жителями-вірменами, які потім відвезли його голову Боемунду Тарентському.

## Друга облога
До вечора 3 червня хрестоносці контролювали більшу частину Антіохії за винятком цитаделі у південній частині міста, яку утримував Шамс ад-Дін, син Ягі-Сіана. Тепер, коли місто було практично завойовано, виникла необхідність підтримати ілюзію союзу з Візантією, й тому владою папського легата Адемара Монтейльського, єпископа Ле-Пюї, в правах було відновлено скинутого Ягі-Сіаном патріарха Іоанна Оксіта.
За два дні до стін Антіохії підійшла армія Кербоги. 7 червня Кербога спробував узяти місто штурмом, але зазнав невдачі й 9 червня взяв його в облогу. Положення християн було скрутним. Вони опинились закритими в Антіохії без усілякої можливості отримати військову допомогу та провіант й були змушені оборонятись як від сельджуків, що засіли в цитаделі, так і від воїнів Кербоги, що оточили місто.
Дорогою в Константинополь Стефан зустрівся з армією імператора Олексія, який, не знаючи про падіння Антіохії й повторну облогу, висунувся на допомогу хрестоносцям. Олексій повірив запевнянням Стефана в тому, що армія Боемунда Тарентського скоріше за все розбита й винищена, та, отримавши на додачу звістки про мусульманські війська, що засіли під Анатолією, «вирішив не рухатись далі, щоб, поспішаючи на допомогу Антіохії, не втратити й самого Константинополя» й повернувся назад.

### Виявлення Святого списа
10 червня П'єр Бартелемі, чернець із Марселя, що прибився до хрестового походу, розповів про своє видіння — ніби перед ним постав апостол Андрій й розповів про те, що в Антіохії заховано спис, яким було поранено стегно Ісуса. Інший чернець на ім'я Стефан Валенський стверджував, що йому являлись Діва Марія й сам Спаситель. А 14 червня у небі над ворожим військом хрестоносці помітили метеор — його появу тлумачили як добрий знак.
Очільники хрестоносців повірили в історію ченця, почали пошуки у храмі Св. Петра та невдовзі виявили «спис господній, який, будучи кинутий рукою Лонгіна, вразив бік нашого Спасителя». Найвірогідніше, що виявлення реліквії було сфабриковано, але Раймунд Тулузький розцінив знахідку як божественне свідчення майбутньої перемоги.
27 червня Боемунд направив Петра Пустельника на перемовини у табір Кербоги, але домовитись їм не вдалось, і битва з мусульманами стала неминучою. Перед битвою Боемунд розділив армію на шість великих загонів й очолив один з них.

## Битва за Антіохію
У понеділок 28 червня готові до бою хрестоносці вийшли з міста. Кербога, вирішивши, що без зусиль розправиться з нечисленним військом супротивника, не прислухався до порад своїх генералів й вирішив атакувати всю армію разом, а не кожен загін по черзі. Він пішов на хитрощі й віддав наказ удати відступ, щоб заволікти хрестоносців у складнішу для битви місцевість.
Однак все сталося зовсім інакше. Сама битва була короткою — коли хрестоносці нарешті наздогнали Кербогу, сельджуки запанікували, передові кінні загони почали тікати і невдовзі військо Кербоги було розбито вщент.

## Після перемоги
Повернувшись до міста, хрестоносці почали перемовини із захисниками цитаделі. Її оборону вже очолював не син Ягі-Сіана, а ставленик Кербоги Ахмед ібн Мерван. Розуміючи безвихідь свого становища, ібн Мерван здав цитадель Боемунду, й той заявив про свої права на Антіохію. Єпископу Ле-Пюї та Раймунду Тулузькому це не сподобалось, і вони направили в Константинополь Гуго Вермандуа та Балдуїна, графа де Ено. Коли стало відомо, що Олексій не захотів відряджати посольство в Антіохію, Боемунд почав переконувати своїх товаришів, що імператор втратив цікавість до походу, — а значить, вони мають право відступитись від даного йому слова.
У липні в Антіохії спалахнула епідемія (ймовірно, причиною її був епідемічний висипний тиф), яка 1 серпня забрала життя єпископа Адемара. 11 вересня хрестоносці надіслали послання папі Урбану II, натхненнику хрестового походу, з проханням стати на чолі Антіохії, але той відмовився. Незважаючи на нестачу коней та їжі, восени 1098 року хрестоносці встановили контроль над околицями Антіохії. У листопаді Раймунд нарешті поступився вимогам Боемунда, та на початку 1099 року, після того як Боемунда проголосили князем Антіохії, армія вирушила на Єрусалим.